# Herrarnas singelsculler i rodd vid olympiska sommarspelen 2012
Herrarnas singelsculler i rodd vid olympiska sommarspelen 2012 avgjordes mellan den 28 juli och 3 augusti 2012.
Mästare inför tävlingarna sedan OS 2008 var Olaf Tufte från Norge. Guldmedaljen 2012 vanns av Mahé Drysdale från Nya Zeeland. Ondřej Synek från Tjeckien tog silver och Alan Campbell från Storbritannien tog brons.

## Program
Alla tider: UTC+1 (lokal tid)
| Datum     | Tid         |                            |
| --------- | ----------- | -------------------------- |
| 28 juli   | 09:30–14:10 | Försök                     |
| 29 juli   | 09:30–11:50 | Återkval                   |
| 31 juli   | 09:30–12:40 | Kvartsfinaler              |
| 1 augusti | 09:30–12:50 | Placeringslopp Semifinaler |
| 3 augusti | 09:30–12:50 | Placeringslopp Final       |

## Medaljörer
| Gren          | Guld                      | Silver                | Brons                        |
| Singelsculler | Mahé Drysdale Nya Zeeland | Ondřej Synek Tjeckien | Alan Campbell Storbritannien |

## Resultat

### Heat

#### Heat 1
| Placering | Roddare               | Land    | Tid     | Noteringar |
| --------- | --------------------- | ------- | ------- | ---------- |
| 1         | Tim Maeyens           | Belgien | 6:42,52 | Q OR       |
| 2         | Ángel Fournier        | Kuba    | 6:46,35 | Q          |
| 3         | Patrick Loliger Salas | Mexiko  | 6:51,78 | Q          |
| 4         | Sawarn Singh          | Indien  | 6:54,04 | R          |
| 5         | Óscar Vásquez         | Chile   | 7:06,33 | R          |
| 6         | Mohsen Shadi          | Iran    | 7:27,42 | R          |

#### Heat 2
| Placering | Roddare             | Land      | Tid     | Noteringar |
| --------- | ------------------- | --------- | ------- | ---------- |
| 1         | Marcel Hacker       | Tyskland  | 6:43,80 | Q          |
| 2         | Santiago Fernández  | Argentina | 6:46,03 | Q          |
| 3         | Henrik Stephansen   | Danmark   | 6:46,32 | Q          |
| 4         | Mindaugas Griskonis | Litauen   | 6:46,56 | R          |
| 5         | Víctor Aspillaga    | Peru      | 7:13,79 | R          |
| 6         | So Sau Wah          | Hongkong  | 7:15,91 | R          |

#### Heat 3
| Placering | Roddare                | Land         | Tid     | Noteringar |
| --------- | ---------------------- | ------------ | ------- | ---------- |
| 1         | Lassi Karonen          | Sverige      | 6:45,42 | Q          |
| 2         | Aleksandar Aleksandrov | Azerbajdzjan | 6:49,81 | Q          |
| 3         | Mathias Raymond        | Monaco       | 6:58,60 | Q          |
| 4         | Anderson Nocetti       | Brasilien    | 7:03,78 | R          |
| 5         | James Fraser-Mackenzie | Zimbabwe     | 7:16,83 | R          |
| 6         | Paul Etia Ndoumbe      | Kamerun      | 7:29,77 | R          |

#### Heat 4
| Placering | Roddare               | Land        | Tid     | Noteringar |
| --------- | --------------------- | ----------- | ------- | ---------- |
| 1         | Mahé Drysdale         | Nya Zeeland | 6:49,69 | Q          |
| 2         | Olaf Tufte            | Norge       | 7:00,90 | Q          |
| 3         | Nour El-Din Hassanein | Egypten     | 7:06,17 | Q          |
| 4         | Roberto López         | El Salvador | 7:23,75 | R          |
| 5         | Hamadou Djibo Issaka  | Niger       | 8:25,56 | R          |

#### Heat 5
| Placering | Roddare            | Land           | Tid     | Noteringar |
| --------- | ------------------ | -------------- | ------- | ---------- |
| 1         | Alan Campbell      | Storbritannien | 6:47,62 | Q          |
| 2         | Zhang Liang        | Kina           | 6:50,71 | Q          |
| 3         | Michał Słoma       | Polen          | 6:54,58 | Q          |
| 4         | Kim Dong-Yong      | Sydkorea       | 7:05,24 | R          |
| 5         | Vladislav Jakovlev | Kazakstan      | 7:16,34 | R          |

#### Heat 6
| Placering | Roddare           | Land             | Tid     | Noteringar |
| --------- | ----------------- | ---------------- | ------- | ---------- |
| 1         | Ondřej Synek      | Tjeckien         | 6:53,23 | Q          |
| 2         | Mario Vekic       | Kroatien         | 7:02,63 | Q          |
| 3         | Kenneth Jurkowski | USA              | 7:08,49 | Q          |
| 4         | Wang Ming-Hui     | Kinesiska Taipei | 7:15,77 | R          |
| 5         | Aymen Mejri       | Tunisien         | 7:21,64 | R          |

### Återkval

#### Återkval 1
| Placering | Roddare           | Land     | Tid     | Noteringar |
| --------- | ----------------- | -------- | ------- | ---------- |
| 1         | Sawarn Singh      | Indien   | 7:00,49 | Q          |
| 2         | Kim Dong-Yong     | Sydkorea | 7:03,91 | Q          |
| 3         | Víctor Aspillaga  | Peru     | 7:10,54 |            |
| 4         | Aymen Mejri       | Tunisien | 7:11,94 |            |
| 5         | Paul Etia Ndoumbe | Kamerun  | 7:24,15 |            |

#### Återkval 2
| Placering | Roddare                | Land             | Tid     | Noteringar |
| --------- | ---------------------- | ---------------- | ------- | ---------- |
| 1         | Mindaugas Griskonis    | Litauen          | 7:00,19 | Q          |
| 2         | Mohsen Shadi           | Iran             | 7:11,55 | Q          |
| 3         | Wang Ming-Hui          | Kinesiska Taipei | 7:16,84 |            |
| 4         | James Fraser-Mackenzie | Zimbabwe         | 7:19,85 |            |
| 5         | Hamadou Djibo Issaka   | Niger            | 8:39,66 |            |

#### Återkval 3
| Placering | Roddare            | Land        | Tid     | Noteringar |
| --------- | ------------------ | ----------- | ------- | ---------- |
| 1         | Anderson Nocetti   | Brasilien   | 7:07,17 | Q          |
| 2         | Óscar Vásquez      | Chile       | 7:09,12 | Q          |
| 3         | So Sau Wah         | Hongkong    | 7:13,75 |            |
| 4         | Vladislav Jakovlev | Kazakstan   | 7:22,00 |            |
| 5         | Roberto López      | El Salvador | 7:27,75 |            |

### Kvartsfinaler

#### Kvartsfinal 1
| Placering | Roddare             | Land        | Tid     | Noteringar |
| --------- | ------------------- | ----------- | ------- | ---------- |
| 1         | Mahé Drysdale       | Nya Zeeland | 6:54,86 | Q          |
| 2         | Tim Maeyens         | Belgien     | 6:56,65 | Q          |
| 3         | Mindaugas Griskonis | Litauen     | 7:00,80 | Q          |
| 4         | Mario Vekic         | Kroatien    | 7:05,78 |            |
| 5         | Michał Słoma        | Polen       | 7:21,55 |            |
| 6         | Óscar Vásquez       | Chile       | 7:24,07 |            |

#### Kvartsfinal 2
| Placering | Roddare                | Land           | Tid     | Noteringar |
| --------- | ---------------------- | -------------- | ------- | ---------- |
| 1         | Alan Campbell          | Storbritannien | 6:52,10 | Q          |
| 2         | Marcel Hacker          | Tyskland       | 6:54,18 | Q          |
| 3         | Aleksandar Aleksandrov | Azerbajdzjan   | 6:56,36 | Q          |
| 4         | Patrick Loliger Salas  | Mexiko         | 7:00,20 |            |
| 5         | Kim Dong-Yong          | Sydkorea       | 7:16,22 |            |
| 6         | Anderson Nocetti       | Brasilien      | 7:17,37 |            |

#### Kvartsfinal 3
| Placering | Roddare               | Land      | Tid     | Noteringar |
| --------- | --------------------- | --------- | ------- | ---------- |
| 1         | Lassi Karonen         | Sverige   | 6:57,06 | Q          |
| 2         | Santiago Fernández    | Argentina | 7:01,57 | Q          |
| 3         | Zhang Liang           | Kina      | 7:02,03 | Q          |
| 4         | Sawarn Singh          | Indien    | 7:11,59 |            |
| 5         | Kenneth Jurkowski     | USA       | 7:18,27 |            |
| 6         | Nour El-Din Hassanein | Egypten   | 7:23,12 |            |

#### Kvartsfinal 4
| Placering | Roddare           | Land     | Tid     | Noteringar |
| --------- | ----------------- | -------- | ------- | ---------- |
| 1         | Ondřej Synek      | Tjeckien | 6:53,32 | Q          |
| 2         | Ángel Fournier    | Kuba     | 6:54,12 | Q          |
| 3         | Olaf Tufte        | Norge    | 6:55,36 | Q          |
| 4         | Henrik Stephansen | Danmark  | 6:55,95 |            |
| 5         | Mathias Raymond   | Monaco   | 7:20,16 |            |
| 6         | Mohsen Shadi      | Iran     | 7:32,72 |            |

### Semifinaler

#### Semifinal E/F

##### Semifinal 1
| Placering | Roddare              | Land        | Tid     | Noteringar |
| --------- | -------------------- | ----------- | ------- | ---------- |
| 1         | So Sau Wah           | Hongkong    | 7:44,20 | Q          |
| 2         | Víctor Aspillaga     | Peru        | 7:53,76 | Q          |
| 3         | Roberto López        | El Salvador | 7:57,89 | Q          |
| 4         | Hamadou Djibo Issaka | Niger       | 9:07,99 |            |

##### Semifinal 2
| Placering | Roddare                | Land             | Tid     | Noteringar |
| --------- | ---------------------- | ---------------- | ------- | ---------- |
| 1         | Wang Ming-Hui          | Kinesiska Taipei | 7:33,18 | Q          |
| 2         | Vladislav Jakovlev     | Kazakstan        | 7:33,29 | Q          |
| 3         | James Fraser-Mackenzie | Zimbabwe         | 7:33,81 | Q          |
| 4         | Paul Etia Ndoumbe      | Kamerun          | 7:35,48 |            |
| 5         | Aymen Mejri            | Tunisien         | 7:58,48 |            |

#### Semifinals C/D

##### Semifinal 1
| Placering | Roddare         | Land     | Tid     | Noteringar |
| --------- | --------------- | -------- | ------- | ---------- |
| 1         | Mario Vekic     | Kroatien | 7:33,51 | Q          |
| 2         | Sawarn Singh    | Indien   | 7:36,25 | Q          |
| 3         | Mathias Raymond | Monaco   | 7:38,17 | Q          |
| 4         | Kim Dong-Yong   | Sydkorea | 7:48,09 |            |
| 5         | Óscar Vásquez   | Chile    | 7:57,36 |            |
| 6         | Mohsen Shadi    | Iran     | 8:20,29 |            |

##### Semifinal 2
| Placering | Roddare               | Land      | Tid     | Noteringar |
| --------- | --------------------- | --------- | ------- | ---------- |
| 1         | Henrik Stephansen     | Danmark   | 7:29,76 | Q          |
| 2         | Patrick Loliger Salas | Mexiko    | 7:29,82 | Q          |
| 3         | Michał Słoma          | Polen     | 7:39,00 | Q          |
| 4         | Nour El-Din Hassanein | Egypten   | 7:44,53 |            |
| 5         | Anderson Nocetti      | Brasilien | 7:54,18 |            |
| 6         | Kenneth Jurkowski     | USA       | 7:56,51 |            |

#### Semifinaler A/B

##### Semifinal 1
| Placering | Roddare             | Land        | Tid     | Noteringar |
| --------- | ------------------- | ----------- | ------- | ---------- |
| 1         | Mahé Drysdale       | Nya Zeeland | 7:18,11 | Q          |
| 2         | Lassi Karonen       | Sverige     | 7:19,77 | Q          |
| 3         | Marcel Hacker       | Tyskland    | 7:22,07 | Q          |
| 4         | Ángel Fournier      | Kuba        | 7:30,19 |            |
| 5         | Mindaugas Griskonis | Litauen     | 7:31,72 |            |
| 6         | Olaf Tufte          | Norge       | 7:35,31 |            |

##### Semifinal 2
| Placering | Roddare                | Land           | Tid     | Noteringar |
| --------- | ---------------------- | -------------- | ------- | ---------- |
| 1         | Ondřej Synek           | Tjeckien       | 7:16,58 | Q          |
| 2         | Alan Campbell          | Storbritannien | 7:18,92 | Q          |
| 3         | Aleksandar Aleksandrov | Azerbajdzjan   | 7:20,80 | Q          |
| 4         | Santiago Fernández     | Argentina      | 7:29,68 |            |
| 5         | Zhang Liang            | Kina           | 7:31,52 |            |
| 6         | Tim Maeyens            | Belgien        | 7:39,78 |            |

### Finaler

#### Final F
| Placering | Roddare              | Land     | Tid     | Noteringar |
| --------- | -------------------- | -------- | ------- | ---------- |
| 1         | Aymen Mejri          | Tunisien | 7:33,62 |            |
| 2         | Paul Etia Ndoumbe    | Kamerun  | 7:46,23 |            |
| 3         | Hamadou Djibo Issaka | Niger    | 8:53,88 |            |

#### Final E
| Placering | Roddare                | Land             | Tid     | Noteringar |
| --------- | ---------------------- | ---------------- | ------- | ---------- |
| 1         | So Sau Wah             | Hongkong         | 7:29,35 |            |
| 2         | Wang Ming-Hui          | Kinesiska Taipei | 7:33,28 |            |
| 3         | Víctor Aspillaga       | Peru             | 7:35,88 |            |
| 4         | Vladislav Jakovlev     | Kazakstan        | 7:36,14 |            |
| 5         | Roberto López          | El Salvador      | 7:41,32 |            |
| 6         | James Fraser-Mackenzie | Zimbabwe         | 7:46,49 |            |

#### Final D
| Placering | Roddare               | Land      | Tid     | Noteringar |
| --------- | --------------------- | --------- | ------- | ---------- |
| 1         | Anderson Nocetti      | Brasilien | 7:25,03 |            |
| 2         | Nour El-Din Hassanein | Egypten   | 7:27,19 |            |
| 3         | Kim Dong-Yong         | Sydkorea  | 7:27,94 |            |
| 4         | Mohsen Shadi          | Iran      | 7:31,42 |            |
| 5         | Óscar Vásquez         | Chile     | 7:36,79 |            |
| –         | Kenneth Jurkowski     | USA       |         | DNS        |

#### Final C
| Placering | Roddare               | Land     | Tid     | Noteringar |
| --------- | --------------------- | -------- | ------- | ---------- |
| 1         | Henrik Stephansen     | Danmark  | 7:19,62 |            |
| 2         | Patrick Loliger Salas | Mexiko   | 7:20,10 |            |
| 3         | Mario Vekic           | Kroatien | 7:27,60 |            |
| 4         | Sawarn Singh          | Indien   | 7:29,66 |            |
| 5         | Michał Słoma          | Polen    | 7:34,98 |            |
| 6         | Mathias Raymond       | Monaco   | 7:36,35 |            |

#### Final B
| Placering | Roddare             | Land      | Tid     | Noteringar |
| --------- | ------------------- | --------- | ------- | ---------- |
| 1         | Ángel Fournier      | Kuba      | 7:11,17 |            |
| 2         | Mindaugas Griskonis | Litauen   | 7:15,32 |            |
| 3         | Olaf Tufte          | Norge     | 7:18,15 |            |
| 4         | Santiago Fernández  | Argentina | 7:20,40 |            |
| 5         | Zhang Liang         | Kina      | 7:25,64 |            |
| 6         | Tim Maeyens         | Belgien   | 7:27,51 |            |

#### Final A
| Placering | Roddare                | Land           | Tid     | Noteringar |
| --------- | ---------------------- | -------------- | ------- | ---------- |
| 1         | Mahé Drysdale          | Nya Zeeland    | 6:57,82 |            |
| 2         | Ondřej Synek           | Tjeckien       | 6:59,37 |            |
| 3         | Alan Campbell          | Storbritannien | 7:03,28 |            |
| 4         | Lassi Karonen          | Sverige        | 7:04,04 |            |
| 5         | Aleksandar Aleksandrov | Azerbajdzjan   | 7:09,42 |            |
| 6         | Marcel Hacker          | Tyskland       | 7:10,21 |            |